# Fassmer BL 44
Fassmer BL 44 ist die Werftbezeichnung einer Baureihe von Tonnenlegern der Fassmer-Werft in Berne. Von dem Typ wurden drei Einheiten für die Wasserstraßen- und Schifffahrtsverwaltung des Bundes gebaut.

## Geschichte
Die Schiffe wurden 2009 von der Fachstelle Maschinenwesen Nord in Auftrag gegeben. Sie wurden auf der Werft Fr. Fassmer in Berne gebaut. Das Auftragsvolumen betrug rund 40 Millionen Euro.

## Einsatz
Die Hauptaufgabe der Schiffe sind das Auslegen, Einholen und die Kontrolle von Seezeichen. Die Schiffe können auch für Verkehrssicherungsaufgaben, zur Bergung von Hindernissen und als Hilfsschiff bei Havarien eingesetzt werden.
Die Nordergründe kann auch für die Brandbekämpfung eingesetzt werden. Hierfür befinden sich zwei um 300 Grad drehbare Feuerlöschmonitore mit einer Wurfweite von 115 Metern an Bord. Einer der Löschmonitore befindet sich oberhalb des Peildecks, der andere auf einem 10 Meter ausfahrbaren Hydraulikmast im hinteren Bereich der Decksaufbauten. Für den Einsatz in gefährlicher Atmosphäre können die Decksaufbauten gegen die Außenluft abgeschottet werden.
An Bord der Schillig befindet sich ein Labor für die Durchführung gewässerkundlicher Aufgaben.

## Technische Daten und Ausstattung
Die Abmessungen und Ausstattungen der Schiffe unterscheiden sich etwas. Die Amrumbank ist 44,5 m lang (41,49 m zwischen den Loten) und 10,5 m breit. Die Seitenhöhe beträgt 3,3 m, der maximale Tiefgang 1,8 m. Die Nordergründe ist 43,12 m lang (41 m zwischen den Loten) und 10,65 m breit. Die Seitenhöhe beträgt 3,8 m, der maximale Tiefgang 2,4 m. Die Schillig ist 43,85 m lang und 9,56 m breit. Die Seitenhöhe beträgt 3,2 m, der maximale Tiefgang 1,6 m.
Die Schiffe werden von zwei MAN-Dieselmotoren des Typs D2842 angetrieben. Bei der Amrumbank und der Schillig wurden Motoren mit jeweils 375 kW Leistung verbaut, die Antriebsmotoren der Nordergründe haben jeweils 588 kW Leistung. Die Motoren wirken über Untersetzungsgetriebe auf jeweils einen Voith-Schneider-Propeller. Die Schiffe erreichen eine Geschwindigkeit von rund 11 bis 12 kn. Die Schiffe sind mit einem mit 200 kW (Amrumbank / Schillig) bzw. 300 kW (Nordergründe) Leistung angetriebenen  Bugstrahlruder ausgerüstet.
Für die Stromversorgung stehen zwei von MAN-Dieselmotoren angetriebene Generatoren zur Verfügung. Auf den Schiffen wurden teilweise Motoren mit unterschiedlichen Leistungen – 345 bzw. 244 kW Leistung – verbaut. Als Notstromaggregat steht ein von einem Deutz-Dieselmotor mit 77 kW Leistung angetriebener Generator zur Verfügung. An Bord der Nordergründe wurde für den Betrieb der beiden Feuerlöschpumpen ein separates MAN-Aggregat verbaut.
Der Rumpf der Schiffe ist eisverstärkt. Die Schiffe verfügen über ein offenes Arbeitsdeck im Achterschiffsbereich. Für das Aussetzen und Einholen von schwimmenden Seezeichen steht ein mit einer Seegangsnachfolgeeinrichtung ausgerüsteter Arbeitskran zur Verfügung. Der Kran ist direkt hinter den Decksaufbauten installiert. Die Kapazitäten der Krane unterscheiden sich auf den Schiffen etwas und liegen zwischen 8,5 und 12 t.
Die Decksaufbauten befinden sich im Vorschiffsbereich. An Bord der Schiffe befinden sich sechs Kammern sowie eine Kapitänskabine. In den Mannschaftsunterkünften können sieben bzw. zehn Personen untergebracht werden.

## Schiffe
| Fassmer BL 44 | Fassmer BL 44 | Fassmer BL 44 | Fassmer BL 44                                     |
| Bauname       | Baunummer     | IMO-Nummer    | Kiellegung Stapellauf Ablieferung                 |
| ------------- | ------------- | ------------- | ------------------------------------------------- |
| Amrumbank     | 5010          | 9627851       | 10. November 2010 November 2011 17. November 2011 |
| Nordergründe  | 5011          | 9641778       | 6. Oktober 2011 14. August 2012 1. November 2012  |
| Schillig      | 5012          | 9652454       | 23. April 2012 22. Februar 2013                   |

Die Amrumbank wurde für das damalige Wasser- und Schifffahrtsamt Tönning gebaut. Taufe und Übergabe erfolgten am 17. November 2011. Das Schiff ist dem Wasserstraßen- und Schifffahrtsamt Elbe-Nordsee unterstellt und in erster Linie vor der schleswig-holsteinischen Westküste eingesetzt. Es wurde nach der Amrumbank genannten Untiefe vor Amrum benannt und ersetzt den Tonnenleger Johann Georg Repsold, der am 17. November 2011 außer Dienst gestellt wurde.
Die Nordergründe wurde für das damalige Wasser- und Schifffahrtsamt Bremerhaven gebaut. Das Schiff wurde am 29. August 2012 in Berne getauft. Taufpatin war Heike Grantz, Ehefrau des Bremerhavener Oberbürgermeisters Melf Grantz. Das Schiff ersetzte die bisherigen Tonnenleger Bruno Illing und die im Sommer 2012 außer Dienst gestellte Eversand sowie das Motorboot Imsum des Wasserstraßen- und Schifffahrtsamtes in Bremerhaven. Das Schiff ist dem Wasserstraßen- und Schifffahrtsamt Weser-Jade-Nordsee unterstellt und wird von diesem in erster Linie auf Außen- und Unterweser eingesetzt. Namensgeber des Schiffes ist das gleichnamige Seegebiet in der Wesermündung. Die Baukosten des Schiffes beliefen sich auf rund 15 Millionen Euro. Es ist damit das teuerste der drei Schiffe des Typs.
Die Schillig wurde für das damalige Wasser- und Schifffahrtsamt Wilhelmshaven gebaut. Die Baukosten betrugen rund 11,9 Millionen Euro. Die Indienststellung des Tonnenlegers erfolgte am 11. März 2013 im Beisein vom Staatssekretär im Bundesverkehrsministerium Enak Ferlemann. Taufpatin des Schiffes war Ulrike Wagner, die Frau des Wilhelmshavener Oberbürgermeisters Andreas Wagner. Das nach dem Ort an der Jademündung benannte Schiff ist dem Wasserstraßen- und Schifffahrtsamt Weser-Jade-Nordsee unterstellt und wird im Bereich von Jade und Jadebusen und dem ostfriesischen Wattenmeer eingesetzt. Es ersetzte die Namensvorgängerin Schillig und das bereits 2012 außer Dienst gestellte, gewässerkundliche Messschiff Minseneroog sowie das Motorboot Blaue Balje.